# Kim Hyun-ok
Kim Hyun-ok (hangul: 김현옥, hanja: 金賢玉), född den 14 maj 1974, är en sydkoreansk handbollsspelare.
Hon tog OS-silver i damernas turnering i samband med de olympiska handbollstävlingarna 2004 i Aten.